# George Nevill (12e baron Bergavenny)
George Nevill, 12e baron Bergavenny (21 avril 1665 - 26 mars 1695) est un pair anglais. 

## Biographie
Fils de George Nevill, 11e baron Bergavenny et de Mary Gifford, fille de Thomas Gifford et d'Anne Brooksby, il accède à la baronnie à la mort de son père. 
Il est élevé par sa mère, veuve, qui s'est remariée avec Charles Shelley, 2e baronnet, décédée en 1681. George venait d'une famille ouvertement récusante des deux côtés. 
Au cours du Complot papiste, compte tenu de la longue peine d'emprisonnement des "Cinq seigneurs catholiques" pour des accusations fabriquées de trahison et du fait que George est étroitement lié aux familles Vaux et Brooksby, qui ont été profondément impliquées dans la Conspiration des Poudres, il est compréhensible que sa mère s'inquiète pour sa sécurité et, en 1678, elle l'emmène vivre à l'étranger pendant un certain temps . Elle est sans doute également préoccupée par sa propre sécurité, car la Chambre des lords a interrogé ses employés au sujet de ses relations avec des traîtres. À sa grande consternation, lorsqu'elle plaide qu'en raison du Privilège de la pairie, ses serviteurs ne sont responsables devant aucune cour, les Lords, au mépris de tous les précédents, statuent que le privilège de la pairie ne s'étend pas aux récusés. 
Il épouse Honora Belasyse, fille de John Belasyse (1er baron Belasyse) et de sa troisième épouse, Anne Paulet. Il est décédé le 26 mars 1695. Sa mère, qui a survécu à son fils et à ses deux maris, meurt en 1699. Comme il meurt sans descendance, la baronnie passe à son cousin, également nommé George Nevill. 